# Portulaca oligosperma
Portulaca oligosperma är en portlakväxtart som beskrevs av Ferdinand von Mueller. Portulaca oligosperma ingår i släktet portlaker, och familjen portlakväxter. Inga underarter finns listade i Catalogue of Life.